# Jugar con fuego
Jugar con fuego é uma zarzuela em três atos de Francisco Asenjo Barbieri. O libreto, em espanhol, é de Ventura de la Vega. A primeira apresentação aconteceu no Teatro del Circo, em Madrid, em 6 de outubro de 1851, e tornou-se uma das zarzuelas mais conhecidas. O título refere-se ao quão perigoso é brincar com amor.